# جو ريكيتس
جو ريكيتس (بالإنجليزية: Joe Ricketts)‏ هو شخصية أعمال أمريكي، ولد في 16 يوليو 1941 في نبراسكا سيتي في الولايات المتحدة.

## وصلات خارجية
- الموقع الرسمي
- جو ريكيتس على موقع إن إن دي بي (الإنجليزية)